# فرد فیشر (بازیکن فوتبال، زاده۱۹۲۰)
فرد فیشر (انگلیسی: Fred Fisher; ۱۲ ژانویهٔ ۱۹۲۰ – ۱۹۹۳ (۷۲−۷۳ سال)) بازیکن فوتبال بود.
از باشگاه‌هایی که در آن بازی کرده‌است می‌توان به باشگاه فوتبال گریمزبی تاون اشاره کرد.